# Die Moorsoldaten
Die Moorsoldaten (plural), «els soldats de la torbera» és el títol d'una cançó de resistència escrita el 1933 per tres presoners del camp de concentració de Börgermoor a Surwold, prop de Papenburg a l'Emsland (Alemanya). Els presoners havien de treballar en condicions cada vegada més dolentes per a explotar i assecar la torbera. Al camp de Börgermoor hi havia a l'inici de la dictadura nazi principalment presoners alemanys, tots dissidents polítics, sindicals i altres opositors al règim.

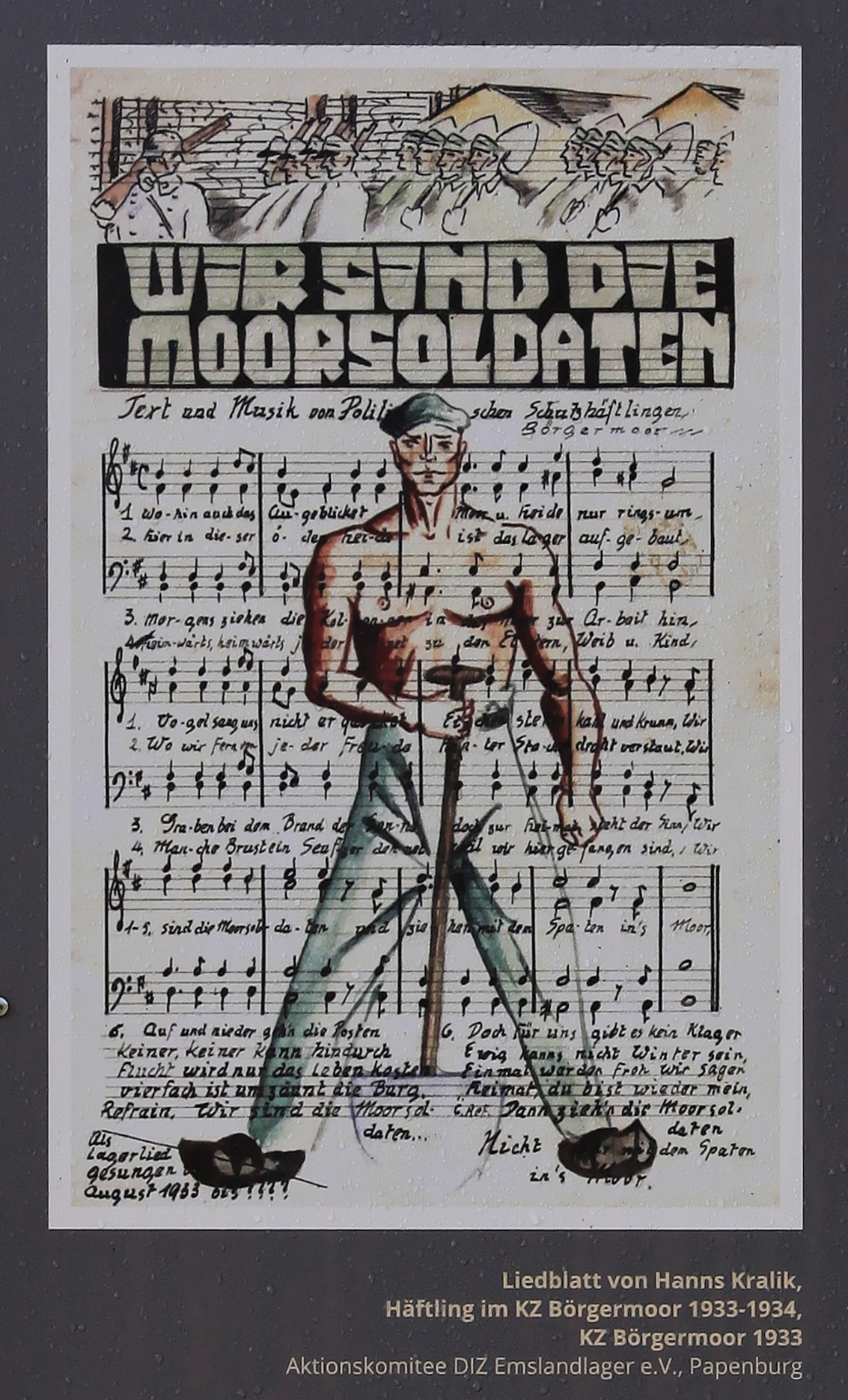
Lletra de Hans Kralik, presoner del camp de concentració Börgermoor 1933–1934

És l'única composició que Rudi Goguel va escriure. Tot i això va fer el gir del món i se'n publiquen noves versions i traduccions per artistes coneguts. La lletra és del minaire i poeta obrer Johann Esser i l'actor i director de teatre Wolfgang Langhoff. La cançó va ser estrenada el 27 d'agost de 1933 durant una representació de l'anomenat Zirkus Konzentrazani («Circ Konzentrazani», una al·lusió als noms italians de molts circs) per un grup de setze presoners.
Rudi Goguel en va dir a les seves memòries:
| «                                           | (alemany) Die sechzehn Sänger, vorwiegend Mitglieder des Solinger Arbeitergesangsverein, marschierten in ihren grünen Polizeiuniformen (unsere damalige Häftlingskleidung) mit geschulterten Spaten in die Arena, ich selbst an der Spitze in blauem Trainingsanzug mit einem abgebrochenen Spatenstiel als Taktstock. Wir sangen, und bereits bei der zweiten Strophe begannen die fast 1000 Gefangenen den Refrain mitzusummen. […] Von Strophe zu Strophe steigerte sich der Refrain, und bei der letzten Strophe sangen auch die SS-Leute, die mit ihren Kommandanten erschienen waren, einträchtig mit uns mit, offenbar, weil sie sich selbst als ‚Moorsoldaten‘ angesprochen fühlten. […] Bei den Worten ‚… Dann ziehn die Moorsoldaten nicht mehr mit den Spaten ins Moor‘ stießen die sechzehn Sänger die Spaten in den Sand und marschierten aus der Arena, die Spaten zurücklassend, die nun, in der Moorerde steckend, als Grabkreuze wirkten. | (català) Els setze cantants, principalment membres de la coral obrera de Solingen, vam caminar cap al centre de l'arena, vestits amb els seus uniformes verds de policistes (aleshores els nostres vestits de presoner), amb les fangues a l'esquena, jo mateix el primer en dessuadora blava amb una mànega de fanga trencada que servia de bastó de director. Vam cantar i ja a la segona estrofa els gairebé mil presoners van començar a cantar la tornada amb nosaltres.[…] D'estrofa a estrofa, el volum va augmentar i a la fi, també els SS que van venir amb els seus comandants, van cantar també probablement perquè es van veure els mateixos com «soldats de la torbera».[…] Quan cantàvem ‘…aleshores els soldats de la torbera no van tornar amb la fanga cap al pantà…’ els setze cantants van posar la seva fanga a la sorra i van eixir de l'arena. Deixaven enrere les fangues a la terra torbosa, que ara feien l'efecte de creus de sepulcres. | » |
| — Rudi Goguel, Es war ein langer Weg (1945) | | |   |

Tot i que els vigilants de la SS van cantar en l'estrena, dos dies després la cançó va ser prohibida per la direcció del camp de concentració. Tot i això van ser els mateixos guardes del camp que van exigir que els presoners la poguessin cantar de camí cap al lloc de treball.

## Versions
La cançó va ser cantada en almenys cinc cents versions en moltes llengües. Va ser molt popular després de la segona guerra mundial i fou cantada per les Brigades internacionals durant la guerra civil espanyola. A la República Democràtica Alemanya, fou part del programa a l'escola elemental. A l'Alemanya de l'Oest es va popularitzar per la versió de Hannes Wader a l'inici dels anys 1970. En anglès és coneguda com «The Peat Bog Soldiers» i va ser interpretada entre d'altres per Paul Robeson, Pete Seeger, Perry Friedman i The Dubliners. El 1997 Francesc Pi de la Serra i Carme Canela en canten una versió en castellà traduïda per Pere Camps «Los soldados del pantano» al seu disc ¡No Pasarán! Canciones de Guerra Contra el Fascismo (1933-1936). El grup Die Toten Hosen en va realitzar una versió punk el 2012 i el seu cantant Campina en va dir: «és una cançó contra l'opressió i per continuar en temps brutals.»
- Ernst Busch (1900-1980) a la pel·lícula Kämpfer, 1936.
- Hannes Wader «Die Moorsoldaten» (vídeo), 1976.
- The Dubliners «Peat Bog Soldiers». Revolution, 1968.
- Francesc Pi de la Serra i Carme Canela «Soldados del pantano», 1997.
- Die Toten Hosen «Die Moorsoldaten» (vídeo), 2012.